# G-nomon
G-nomon (znany również jako: Zegar słoneczny w Toruniu) – kulisty zegar słoneczny znajdujący się w Dolinie Marzeń w Toruniu. Został zaprojektowany przez Ewelinę Szczech-Siwicką i Henryka Siwickiego w 1971 roku. Został ustawiony z okazji Roku Kopernikańskiego 19 lutego 1973 roku. 
Zegar ma kształt kuli, mierzącej 3,5 m średnicy. Na jej obwodzie, od strony płd.-wsch. do płd.-zach., znajduje się trzynaście wklęsłych tablic z brązu z numeracją godzin od 6 do 18. Wokół kuli wyłożono kostkę granitowo-bazaltową. Na każdej z płytek znajduje się pochylona analemma.
Kulę wykonało Toruńskie Przedsiębiorstwo Budownictwa Ogólnego, tablicę pamiątkową odlały Zakłady Maszyn Biurowych Predom-Metron, tarcze ustawiał toruński astronom prof. Andrzej Strobel. W następnych latach zegar był dewastowany, a jego poszczególne elementy padały łupem złodziei. W latach 1997–1998 zegar poddano renowacji. Koszt naprawy wyniósł 86 tys. złotych.